# 于仁杰
于仁杰（1968年4月—），男，汉族，中华人民共和国政治人物。现任内蒙古交通投资（集团）有限责任公司总经理，九三学社中央常委，九三学社内蒙古自治区委主委。第十四届全国政协委员。